# Myotis martiniquensis
Myotis martiniquensis је врста слепог миша из породице вечерњака (лат. Vespertilionidae).

## Распрострањење
Врста је присутна у Барбадосу и Мартинику.

## Станиште
Врста Myotis martiniquensis има станиште на копну.

## Угроженост
Ова врста се сматра рањивом у погледу угрожености врсте од изумирања.

### Популациони тренд
Популациони тренд је за ову врсту непознат.